# Impatiens polyceras
Impatiens polyceras är en balsaminväxtart som beskrevs av Joseph Dalton Hooker och W. W. Smith. Impatiens polyceras ingår i släktet balsaminer, och familjen balsaminväxter. Inga underarter finns listade i Catalogue of Life.